# 俄羅斯的瑪麗娜·彼得羅芙娜公主
瑪麗娜·彼得羅芙娜（俄语：Марина Петровна，1892年3月11日—1981年5月15日），俄羅斯彼得·尼古拉耶維奇大公的女兒，沙皇尼古拉一世的曾孫女、蒙特內哥羅國王尼古拉一世的外孫女。
1927年，瑪麗娜與亞歷山大·尼古拉耶維奇·戈利岑（Alexander Nikolayevich Golitsyn）結婚。1981年瑪麗娜於錫富爾萊普拉日去世，享年89歲。